# Motul de Carrillo Puerto
Motul de Carrillo Puerto kisváros Mexikó Yucatán államának északi részén, a Litoral Centro nevű régió Motul községének központja. 2010-ben valamivel több mint 23 000-en lakták.

## Földrajz
A város egy teljesen sík mészköves területen fekszik, nagy őserdők és kisebb mezőgazdasági területek környékezik. Utcahálózata – hasonlóan a legtöbb síkvidéken épült mexikói településhez – négyzetrácsos. Folyója nincs, de a felszín alatti vizek egy érdekes cenotét hoztak létre, neve: Sambulá.
Éghajlata nyáron igen csapadékos és egész évben viszonylag egyenletesen meleg: januárban 22,6 °C az átlaghőmérséklet, a legmelegebb hónapban, májusban, 28,8 °C. Évente átlagosan 1159 mm eső hull, ennek döntő többsége júniustól októberig.

## Népesség
A település népessége viszonylag gyorsan nő:
| Év   | Lakosság |
| ---- | -------- |
| 1990 | 17 410   |
| 1995 | 18 390   |
| 2000 | 19 868   |
| 2005 | 21 508   |
| 2010 | 23 240   |

## Története
Neve a maja nyelvből ered, jelentése: nem bővelkedik. A város alapításáról nincsenek pontos adatok, de annyi biztos, hogy valamikor a 11. századadban alapította Zac Mutul, akiről a nevét is kapta. A spanyol hódítás előtt Ceh Pech tartományhoz tartozott, 1581-ben pedig Francisco de Bracamonte birtokához. A népesség növekedése 1821-ben kezdődött, amikor Yucatán is függetlenedett Spanyolországtól, 1852. március 10-én nyerte el a villa rangot és ekkor vált községközponttá is, majd 1872-ben emelkedett ciudad rangra. 1847-ben több mint 200 indiánt gyanúsítottak meg összeesküvéssel, ezért az állam kormányzójának rendeletére a város határában kalodákba zárták és megkorbácsolták őket, köztük a helyi kacikát is.
1918. március 29. és 31. között rendezték meg itt az első szocialista kongresszust, ahol megvitatták a munkások problémáit, 1922-ben pedig a várost lefokozták: elvették tőle ciudad, de még a villa rangot is, és pueblóvá (faluvá) nyilvánították. 1924. szeptember 30-án Felipe Carrillo Puerto elhunyt kormányzó emlékére a város nevéhez hozzáadták a de Carrillo Puerto végződést, melyet később visszavontak, de 1933. október 2-án újra visszaadták, ma is így hívják: Motul de Carrillo Puerto.

## Turizmus, látnivalók

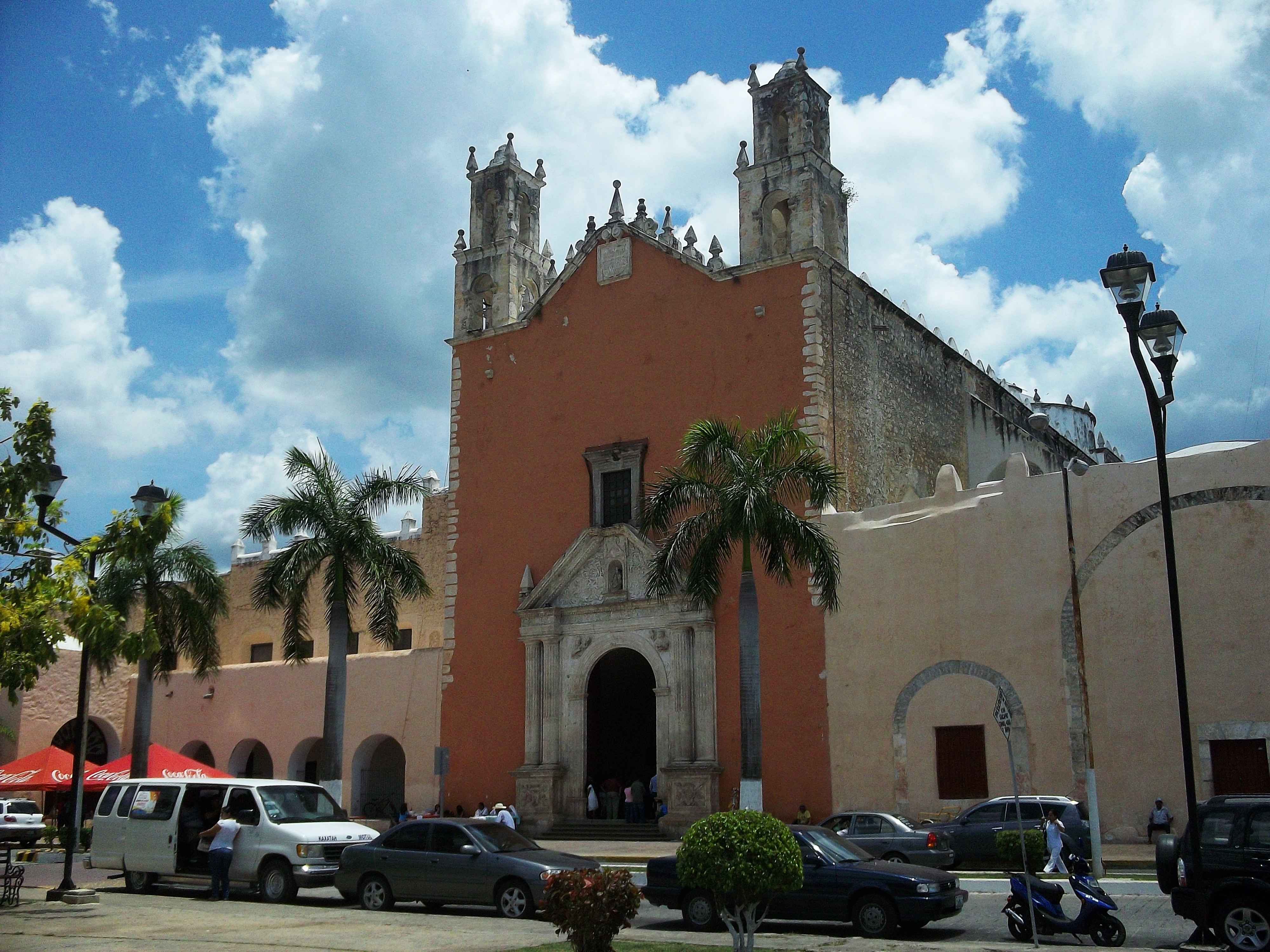
A Keresztelő Szent János-templom

Két régi műemléktemplom jelenti a legnagyobb látnivalót a városban: a Szűz Mária mennybemenetele-templom és a 17. századi Keresztelő Szent János-templom. Emellett megtekinthető még Felipe Carrillo Puerto szülőháza is. A már említett Sambulá nevű cenotébe, mely a város déli részén nyílik, egy kiépített lépcsőn lehet lemenni.

## Kultúra, hagyományok
Július 8. és 16. között rendezik a Carmeni Miasszonyunk fesztiválját. Egy érdekes régi szokás, hogy halottak napján a ház egy fontos helyén a lakók oltárt állítanak, és kihelyezik oda elhunyt szeretteik kedvenc ételét, valamint az úgynevezett Mucbil Pollo nevű szárnyasételt, és/vagy új kukoricából készült atolét és vízzel készült csokoládét.
A nők tipikus népviselete a huipil, melyet itt úgy hímeznek, hogy a ruha szélén és a szögletes nyakkivágás körül a hímzés kiemelkedik. Alatta a redős fustánt szíjjal szorítják derekukhoz. Gyakran szandált hordanak, a napsütés ellen pedig kendővel védekeznek. Főként az idősebb parasztok bő nadrágot hordanak, gombos inggel és erős vászonból készült köténnyel és szalmakalappal. A nők ünnepi ruhái főként értékes, kézzel (főként keresztszemes hímzéssel) készült darabok, ékszereik pedig aranyból, korallból vagy ezüstfiligránból készülnek. A férfiak ünneplője nadrágja fehér színű (a gazdagoké aranygombos), panamakalap és egyfajta papucsféleség, az alpargata illik hozzá, valamint a hagyományos vörös kendő, az úgynevezett paliacate.